# 日曜出勤生ラジオ
『日曜出勤生ラジオ』（にちようしゅっきんなまラジオ）は、MBSラジオで1997年10月5日から2015年3月29日まで日曜日の午前中に放送されていた生ワイド番組。柏木宏之（毎日放送アナウンサー）がメインパーソナリティを務めていた2002年4月5日放送分までのタイトルは、『柏木宏之の日曜出勤生ラジオ』（かしわぎひろゆきのにちようしゅっきんなまラジオ）だった。

## 概要
毎日放送の男性アナウンサー（柏木 → 上田崇順 → 福本晋悟）と女性のフリーアナウンサー（森口友紀子 → 鳥居睦子）のコンビによる進行の下に、関西各地からの中継リポート、イベント情報の告知、懐かしい楽曲の放送などで構成。番組開始当初から終了まで、桂坊枝がリポーター陣に加わっていた。
イベント情報については、番組スタッフの調査で得られた情報にとどまらず、リスナーから寄せられた情報も随時紹介。リスナーにとって身近で便利な店舗や、お買い得な商品の情報なども、スタジオや中継先から伝えていた。
また、年に数回は、国華園和泉本店（大阪府和泉市）などから公開生放送を実施。2013年1月27日放送分からは、尾木直樹（滋賀県出身の教育評論家）の単独出演によるコーナー「尾木ママの虹色 にちようび」を内包していた。
放送枠については、編成上の事情などから頻繁に変更（後述）。福本・鳥居がパーソナリティを担当していた2014年4月6日以降は、当番組内のコーナーであった『福本晋悟の一人でも京都』（ふくもとしんごのひとりでもきょうと）を、独立番組として毎週日曜日の6:00 - 6:10（同年10月5日以降は6:45 - 7:00）に放送していた。
2015年3月29日で、18年半にわたる放送に終止符を打った。ただし、翌週（4月5日）から始まった後番組『今日は日曜♪野村啓司のラジオなひととき』では、坊枝が引き続き中継リポーターを担当。『福本晋悟の一人でも京都』については、当番組と同じ日に独立番組としての放送を終えたうえで2015年度より2022年8月8日（月曜日）まで『福本晋悟の京都ビビビッ！』（基本的に、上半期は『MBSマンデースペシャル』枠、下半期は『MBSサンデースペシャル』→『MBSサンデー・カルチャーナイト』枠で、奇数月に生放送）内の1コーナーとして継続していた。

## 放送時間の変遷
毎週日曜日
| 期間                          | 時間                                     | 摘要 |
| ----------------------------- | ---------------------------------------- | --- |
| 1997年10月5日 - 1998年3月29日 | 第1部・9:00 - 10:00 第2部・11:30 - 13:00 | 『裕司と雅子のガバッといただき!!60分』（ニッポン放送制作）『放課後コール!!』(文化放送制作)のネット受け枠を間にはさんだ2部構成で放送。 |
| 1998年4月5日 - 2000年3月26日  | 9:30 - 13:00                             | 『裕司と雅子のガバッといただき!!60分』のネット受け終了とライオン一社枠の移動を機に放送枠を再編                                        |
| 2000年4月9日 - 2005年10月2日  | 10:00 - 13:00                            | |
| 2005年10月9日 - 2006年3月26日 | 10:00 - 12:45                            | |
| 2006年4月9日 - 2007年3月18日  | 10:00 - 13:00                            | |
| 2007年4月8日 - 2008年9月28日  | 10:00 - 12:00                            | 『ピカピカハイヒール』が12:00 - 13:00に移動してきたことによる短縮。                                                                   |
| 2008年10月5日 - 2009年4月5日  | 8:30 - 12:00                             | 9:15 - 9:30に『競馬モーニング！』を内包。                                                                                             |
| 2009年4月12日 - 2013年9月29日 | 10:00 - 12:00                            | |
| 2013年10月6日 - 2014年3月30日 | 10:00 - 12:00                            | |
| 2014年4月6日 - 2015年3月29日  | 11:00 - 13:00                            | |

## 出演者

### 終了時点
パーソナリティ
- 鳥居睦子（2002年4月12日 -　2015年3月29日）
  - 体調不良でタレント活動を休業していた2006年には、増井孝子や桜井一枝がパーソナリティ代理を担当。2008年7月20日放送分では渡辺たかね、2014年10月5日放送分では吉村珠佳が代役を務めた（いずれも夏季休暇による措置）。なお、吉村は『今日は日曜♪野村啓司のラジオなひととき』で、坊枝とともに中継リポートをレギュラーで担当した。

- 福本晋悟（出演当時は毎日放送アナウンサー、2011年10月9日 - 2015年3月29日）
  - 2011年2月1日付で東海ラジオから移籍。当番組がMBSラジオでの初レギュラー番組だった。
  - 2022年7月1日の人事発令で総合編成局マーケティング・PR部へ異動。それに伴い『京都ビビビッ!』への出演は同年8月8日放送分が最後になった。なお同日時点で番組最終回とは銘打たれなかったが、次回放送日および福本の後任は発表されず、今後は未定（福本自身は番組継続を希望している）。

中継リポーター
- 桂坊枝（番組開始から唯一のレギュラー出演者）
- 泉ゆうこ（2007年4月15日 - 2015年3月29日）

尾木ママの虹色 にちようび
- 尾木直樹

### 過去
パーソナリティ
- 柏木宏之（毎日放送アナウンサー、放送開始 - 2002年4月5日）
- 森口友紀子（放送開始 - 2002年4月5日）
- 上田崇順（毎日放送アナウンサー、2002年4月12日 - 2011年10月2日）

中継リポーター
- 和泉夏子（放送開始-2005年3月?）
  - 中継コーナー「ツムラの店長サンデーお買い得」を担当。

- 工藤祐子（放送開始 - 2002年3月）
- 池田千里（2002年4月 - 2007年4月8日） - 結婚を機に降板。活動の拠点を東京へ移した。

コーナー出演
- 豊田記子

## コーナー
街角中継
桂坊枝と女性リポーターが、基本として別々の場所から届ける中継リポート。放送中にイベント会場などの訪問先を受け付けたうえで、後日の放送で実際に訪れることもあった。『今日は日曜♪野村啓司のラジオなひととき』でも、坊枝と吉村をリポーターに起用したうえで、このスタイルによる中継を継承していた。
歌の福袋
放送日にちなんだ1つのテーマ（記念日や当日に誕生した著名人など）に基づく楽曲リクエスト企画。
尾木ママの虹色 にちようび

福本晋悟の一人でも京都!
「ヒトリスト（京都を1人で訪れる観光客）を応援します」というキャッチフレーズの下で、福本が学生時代（京都外大西高校、予備校、同志社大学）に8年間通った京都の魅力を、自身の単独取材を通じて紹介。独立番組時代には、当番組の放送開始約3時間前に編成したほか、取材内容に関する福本から鳥居への三者択一式クイズを後半に放送していた。「福本晋悟の京都ビビビッ!」でも、福本・鳥居の出演で1コーナーとして継続。